# قمر اصطناعي عالي الإنتاجية

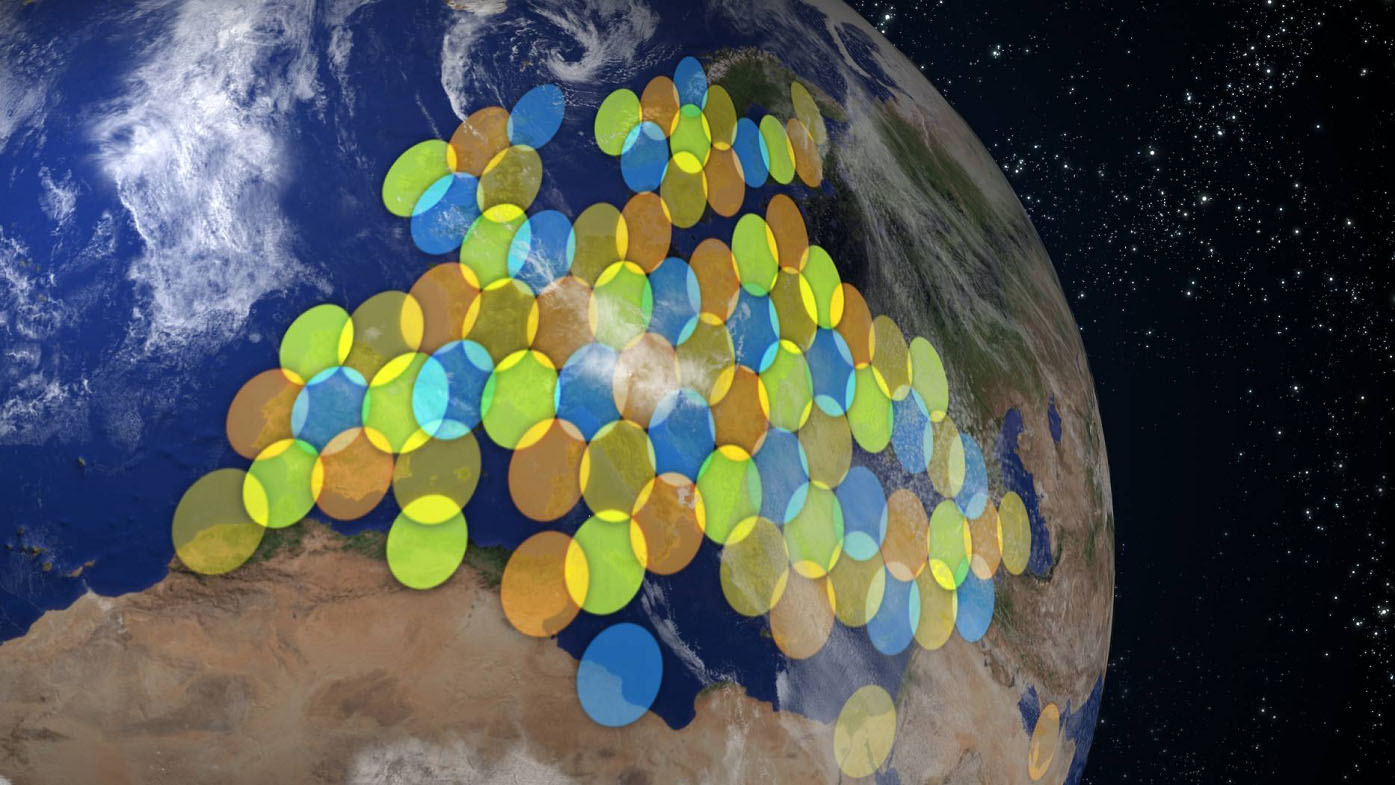

القمر الصناعي عالي الإنتاجية (إتش تي إس) هو تصنيف لأقمار الاتصالات الصناعية التي توفر على الأقل ضعفي إجمالي إنتاجية أقمار إف إس إس التقليدية لنفس مقدار الطيف المداري المخصص وبالتالي تقلل بدرجة كبيرة كلفة كل بت، على الرغم من أن إنتاجيتها تصل عادةً إلى 20 ضعف ذلك أو أكثر. يوفر كل من فياسات 1 وإكوستار 17 (المعروف أيضًا باسم جوبتر 1) سعة تزيد عن 100 جيجابت/ثانية، وهو ما يزيد عن 100 ضعف السعة التي يوفرها قمر إف إس إس الصناعي التقليدي. عندما أُطلق في أكتوبر 2011، كانت سعة فياسات 1 (140 جيجابت/ثانية) أكبر من جميع أقمار الاتصالات التجارية الأخرى فوق أمريكا الشمالية مجتمعة.

## نظرة عامة
تُحقق الزيادة الكبيرة في السعة من خلال إعادة استخدام التردد العالي وتقنية الحزمة الموضعية التي تتيح إعادة استخدام التردد عبر حزم موضعية متعددة مُركزة (في حدود مئات الكيلومترات عادةً)، مثلما هو الحال في الشبكات الخلوية، إذ أن كلاهما من المزايا التقنية المحددة للأقمار الصناعية عالية الإنتاجية. على النقيض من ذلك، تستخدم تكنولوجيا الأقمار الصناعية التقليدية حزمة واحدة عريضة (في حدود آلاف الكيلومترات عادة) لتغطية مناطق واسعة أو حتى قارات بأكملها. بالإضافة إلى سعة عرض النطاق العالية، تُعرف إتش تي إس من خلال حقيقة استهدافها للسوق الاستهلاكية، على الرغم من أنها ليست الأقمار الوحيدة التي تقوم بذلك. في السنوات العشر الماضية، عملت غالبية الأقمار الصناعية عالية الإنتاجية في نطاق كيه إيه، ولكن هذا ليس معيارًا مُحددًا، وفي بداية عام 2017 كان هناك ما لا يقل عن 10 مشاريع لبناء وإطلاق أقمار إتش تي إس الصناعية في نطاق كيه يو، أُطلِق 3 منها بالفعل و7 كانت قيد البناء.
على الرغم من التكاليف المرتفعة المرتبطة بتكنولوجيا الحزمة الموضعية، فإن التكلفة الإجمالية لكل دارة كهربائية هي أقل بكثير مقارنةً بتقنية الحزمة المُشكلة. في حين أن أقمار إف إس إس ذات نطاق كيه يو يمكن أن تكلف أكثر من 100 مليون دولار لكل جيجابت/الثانية في الفضاء، فإن أقمار إتش تي إس مثل فياسات 1 يمكن أن توفر جيجابت من الإنتاجية في الفضاء بأقل من 3 ملايين دولار. في حين يُشار غالبًا إلى التكلفة المنخفضة لكل بت كميزة جوهرية للأقمار الصناعية عالية الإنتاجية، فإن هذا ليس دائمًا المحرك الرئيسي وراء تصميم نظام إتش تي إس، اعتمادًا على الصناعة التي ستخدمها.
تطلق أقمار إتش تي إس في المقام الأول لتوفير خدمة الوصول إلى الإنترنت ذات النطاق العريض (من نقطة إلى نقطة) للمناطق المُفتقرة للتقنيات الأرضية حيث يمكن لهذه الأقمار توفير خدمات مماثلة للخدمات الأرضية من ناحية السعر وعرض النطاق. في حين صُممت العديد من منصات إتش تي إس الحالية لخدمة سوق النطاق العريض الاستهلاكي، فإن بعضها يقدم أيضًا خدمات للأسواق الحكومية والشركات، بالإضافة إلى مشغلي الشبكات الخلوية الأرضية الذين يواجهون طلبًا متزايدًا على شبكات نقل النطاق العريض في المواقع الخلوية القروية. بالنسبة لشبكات النقل الخلوي، تخلق التكلفة المنخفضة لكل بت للعديد من منصات إتش تي إس نموذجًا اقتصاديًا أكثر ملاءمةً لمشغلي الشبكات اللاسلكية لاستخدام الأقمار الصناعية لنقل الصوت والبيانات الخلوية. تُصمم بعض منصات إتش تي إس في المقام الأول للمؤسسات أو شركات الاتصالات أو القطاعات البحرية. علاوةً على ذلك، يمكن لنظام إتش تي إس دعم تطبيقات من نقطة إلى عدة نقاط وحتى خدمات البث مثل توزيع دي تي إتش إلى مناطق جغرافية صغيرة نسبيًا تخدمها حزمة موضعية واحدة.